# Johannes Stets
Johannes Stets  (* 30. November 1932 in Köln; † 3. November 2015) war ein deutscher Geologe. Er lehrte an der Universität Bonn (Steinmann Institut).
Stets studierte Geologie in Bonn mit der Promotion 1960. Er  war ab 1968 Akademischer Oberrat und Studiendirektor im Hochschuldienst in Bonn, habilitierte sich dort 1981 und war ab 1985 außerplanmäßiger Professor. 1997 ging er in den Ruhestand.

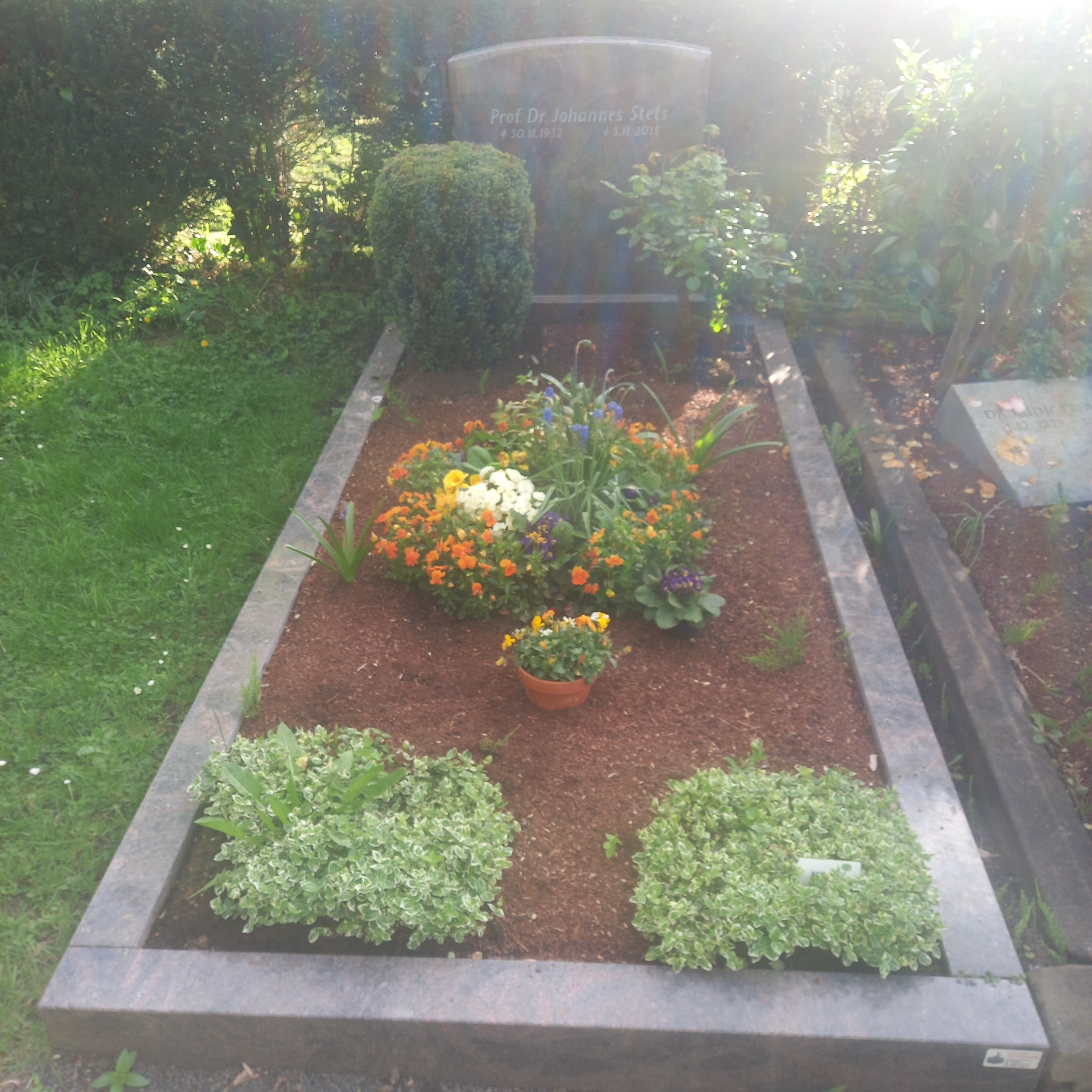
Das Grab von Johannes Stets auf dem Rüngsdorfer Friedhof in Bonn

Er befasste sich mit regionaler Geologie, insbesondere dem Rheinischen Schiefergebirge, speziell des Hunsrück, und dem Hohen Atlas in Marokko. Im Rheinischen Schiefergebirge arbeitete er besonders mit Wilhelm Meyer zusammen (Paläogeographie und Stratigraphie des Paläozoikums, tektonische Geschichte, rezente Hebungen). Im Hohen Atlas korrelierte er mit Paul Wurster und Andreas Schäfer die mesozoischen Schichten an der Nord- und Südflanke und untersuchte die tektonische Geschichte im Zusammenhang mit der Entstehung und dem Aufbrechen des Atlantiks im Mesozoikum. Er schrieb ein Buch über Luftbildauswertung für strukturgeologische Untersuchungen.
Außerdem untersuchte er die Kreide-Tertiär-Grenze und das damalige Massenaussterben in Südchina. Zuletzt schrieb er an einer Monographie über die Geologie des Hunsrück.

## Schriften
- mit Wilhelm Meyer: Zur Paläogeographie von Unter- und Mitteldevon im westlichen und zentralen Rheinischen Schiefergebirge, Z. dt. geol. Ges., Band 131, 1980, S. 725–751
- mit Nikolaus Froitzheim, Paul Wurster: Aspects of Western High Atlas Tectonics, in: Volker Jacobshagen (Hrsg.) The Atlas System of Morocco; Lecture Notes in Earth Science, Band 15, Springer 1988, S. 219–244
- mit Paul Wurster: Zur Strukturgeschichte des Hohen Atlas in Marokko, Geologische Rundschau, Band 70, 1991, S. 801–841
- Geologie und Luftbild: eine Einführung in die geologische Luftbildinterpretation, Clausthaler Tektonische Hefte 21, Köln, 3. Auflage 1992
- Mid-Jurassic Events in the Western High Atlas (Morocco), Geologische Rundschau, Band 81, 1992, S. 69–84,
- mit Wilhelm Meyer: Geologie des Ardennisch-Rheinischen Schiefergebirges, in: Wighart von Koenigswald, Wilhelm Meyer (Hrsg.): Erdgeschichte im Rheinland - Fossilien und Gesteine aus 400 Millionen Jahren, München: Pfeil 1994, S. 13–34
- mit Wilhelm Meyer: Das Rheintal zwischen Bingen und Bonn, Sammlung Geologischer Führer Band 89, Gebrüder Borntraeger 1996
- mit Wilhelm Meyer: Junge Tektonik im Rheinischen Schiefergebirge und ihre Quantifizierung, Z. dt. geol. Ges., Band 149, 1998, S. 359–379
- Geologische Karte der Wittlicher Senke mit Erläuterungen, Mainz, Landesamt für Geologie und Bergbau 2004
- mit A.-R. Ashraf, Heinrich Karl Erben, G. Hahn, U. Hambach, K. Krumsiek, J. Thein, Paul Wurster: The Cretaceous-Tertiary Boundary in the Nanxiong Basin (Continental Fazies, Southeast China), in: N. MacLeod, G. Keller (Hrsg.), Cretaceous-Tertiary Mass Extinctions: Biotic and Environmental Changes, Norton 1996, S. 349–371
- mit A. Schäfer: Deltasedimentation im Nordabschnitt des Rhenoherzynischen Beckens (Unterdevon, Rheinisches Schiefergebirge) - Exkursion 6, Schriftenreihe dt. geol. Ges., Band 33 (Sediment 2004), 2004, S. 256–273
- mit Wilhelm Meyer: Quaternary uplift in the Eifel area, in J. R. R. Ritter, U. R. Christensen (Hrsg.), Mantle Plumes - a multidisciplinary appropach, Springer 2004.
- mit A. Schäfer: Geologie, Paläogeographie und Beckenanalyse im Rhenoherzynikum am Beispiel des Rheinprofils (Unterdevon, Rheinisches Schiefergebirge), Decheniana, Band 161 2008, S. 93
- mit D. Dittrich:  Rotliegend-Vorkommen im Trierer Stadtgebiet, Mainzer geowiss. Mitt., Band 36, 2008, S. 45–68
- mit A. Schäfer: The Early Devonian Basin (Middle Rhine valley; Rheinisches Schiefergebirge) - land-sea transitions in the northern part, in: P. Königshof, U. Linnemann (Hrsg.), The Rhenohercynian, Mid-German Crystalline and Saxo-Thuringian Zones (Central European Variscides), Excursion Guide, 20th Int. Senckenberg Conf. and 2nd Geinitz. Conf., Final Meeting IGCP 497 and IGCP 499, Frankfurt a. M., Dresden 2008.
- mit A. Schäfer: The Siegenian delta: land-sea transitions at the northern margin of the Rhenohercynian basin.- in: P. Königshof (Hrsg.),  Devonian Change - Case Studies in Palaeogeography and Palaeoecology. Geol. Soc. London, Spec. Publications, 314, 2009, S. 37–72
- mit A. Schäfer: The Lower Devonian Rhenohercynian Rift - 20 Ma of sedimentation and tectonics (Rhenish Massif, W.-Germany), Z. dt. Ges. Geowiss., Band 162, 2011, S. 93–115
- Rotliegend in Eifel und West-Hunsrück, in: H. Lützner, G. Kowalczyk (Hrsg.), Deutsche Stratigraphische Kommission (Subkommission Perm-Trias): Stratigraphie von Deutschland X. Rotliegend. Teil I: Innervariscische Becken, Schriftenreihe der Deutschen Gesellschaft für Geowissenschaften, Heft 61 2012, S. 235–253
- Buntsandstein im Trier-Bitburg-Becken und dessen Umfeld (Südwest-Eifel und West-Hunsrück), in: Jochen Lepper, Heinz-Gerd Röhling (Hrsg.): Deutsche Stratigraphische Kommission (Subkommission Perm-Trias): Stratigraphie von Deutschland XI. Buntsandstein, Schriftenreihe der Deutschen Gesellschaft für Geowissenschaften, Heft 69, 2013, S. 467–486
- Geologie des Hunsrücks. Posthum herausgegeben von W. Meyer, A. Schäfer & A. Siehl. Stuttgart 2021 (E. Schweizerbart’sche Verlagsbuchhandlung)